# Sophie Evans

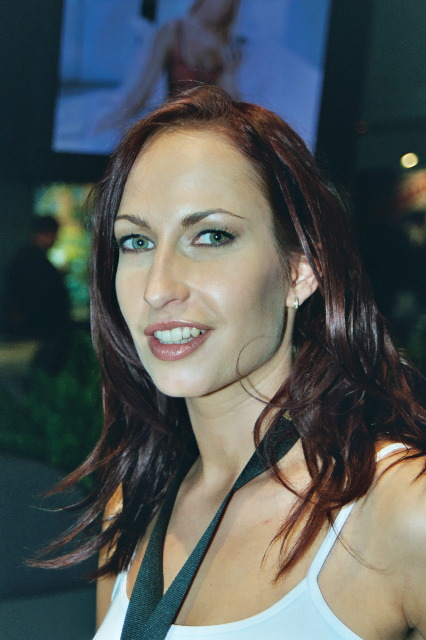
Sophie Evans, 2003

Sophie Evans (bürgerlich Zsófia Szabó; * 20. Februar 1976 in Szeged) ist eine ungarische Pornodarstellerin.

## Leben und Karriere
Evans begann als Stripperin zu arbeiten, unter anderem in Griechenland und in Katalonien. Es folgte ein Engagement im Sexclub „Bagdad“ der Stadt Barcelona, wo sie von einem Talentsucher entdeckt und zu einem Porno-Casting eingeladen wurde. Ihr erster Film war Up and Cummers 72 von Randy West. Sie dreht meist Filme unter der Regie von Antonio Adamo für Private Media Group. Bei dem Label Pirate war sie 1999 „Girl of the Year“. Sie wurde beim International Erotic Film Festival in Barcelona mit einem FICEB Award in der Kategorie Best Actress (2001) und mit dem Publikumsaward Best Actress (2003) ausgezeichnet. 2006 erhielt sie dann den Preis für ihr Karrierewerk. Zu ihren bekannteren Filmen zählen Decadence (2000, u. a. mit Anita Blonde, Zdenka Podkapová und Dita von Teese) und Secret Paris (2000) beide von Andrew Blake sowie The Private Gladiator (2002) von Antonio Adamo. Sie spielt auch in dem mit zwei FICEB Awards und einem Venus Award ausgezeichneten Werk Divina – Der Weg zum Ruhm von Mario Salieri mit Bettina Campbell aus dem Jahr 2001. Sie drehte bisher ca. 200 Filme. 2004 war sie in der TV-Sendung Wa(h)re Liebe zu Gast.
Neben ihren Auftritten in pornografischen Filmen spielte Evans auch in diversen anderen Filmen mit. In Nebenrollen war sie 1999 in Jose Luis Berlangas Paris-Timbuktu zu sehen, 2004 in Ventura Pons Amor idiota sowie Yo Puta von María Lidón. Ebenso erschien sie 2010 in Biutiful von Alejandro González Iñárritu auf der Leinwand. Im Film No lo llames amor... llámalo X von Orio Capel stellte sie 2011 den Charakter Tatiana dar und hatte damit ihren ersten Auftritt in einem Kinofilm außerhalb von Nebenrollen.
Evans war bis 2005 mit dem Darsteller Toni Ribas verheiratet.

## Auszeichnungen
- 2001: FICEB Award (Best Actress)[2]
- 2003: FICEB Award (Ninfa 2003 del público a la mejor Actriz)
- 2003: Adam Film World Guide Award (European Female Performer of the Year)[3]
- 2007: FICEB Award (Ninfa a toda una carrera / Ninfa for a Career, 2006)